# Matilda av Tyskland
Matilda av Tyskland, född 979, död 1025, var en kejserlig tysk prinsessa, pfalzgrevinna av Lothringen som gift med Ezzo av Lothringen. 
Hon placerades hos sin faster Matilde II i Essen kloster för att bli abbedissa då hon blev vuxen. Hennes mor övertalades dock att lova bort henne till Ezzo. Denne rövade sedan bort henne från Essen kloster, trots Mathilde II:s protester. Det hela blev en skandal på sin tid. Paret fick tio barn.